# Pápua mitológia
A pápua mitológia az Új-Guinea földjét, valamint a hozzá tartozó szigeteket és Melanézia egy részét benépesítő őslakosságnak, a pápuáknak mitológiai képzeteit foglalja magába.

## Jellemzői
A pápua népességet több száz, nyelvileg is erősen eltérő, különálló etnikai közösség alkotja. A pápua mitológia önálló és viszonylag zárt lokális (törzsi vagy nemzetségi közösségek) rendszereinek összessége. Ezek a helyi mitológiai rendszerek ugyanakkor közös jelleget mutatnak. A pápuák mitológiája élő, változatosan működő, a nép egész kultúrájával szinkretikus egységet alkotó rendszer. A mitológiai elemek és együttesek valamilyen formában mindig jelen vannak a közösség minden tevékenységében, a köznapi műveletekben, képzetekben, érintkezési formákban, mágikus cselekedetekben, tárgyakban, a ruházatban. A pápuák esetében tehát nem választható el a mítosz és a társadalmi viselkedési norma.
A szóbeli elbeszélő formák csak kis kismértékben közvetítik a mitológiát. Ezeknél jelentősebbek a rituális cselekmények, pantomimok, táncok, rituális maszkok, jelmezek, hangszerek, festések, szobrok. A mitológiai képzetek jelentős része a férfitársadalom birtokában volt, a férfiak beavatási szertartásain sajátították el.

## Tematikája
A pápua mitológia tematikája személyek (demiurgoszok, hősök, ősszülők, holtak lelkei, a természet urai) és a hozzájuk kapcsolódó képzetek és szakrális cselekedetek köré összpontosul. A demiurgoszokat, a szellemeket úgy képzelik el, hogy ők voltak az elsők (Szobra vénasszony a marind-animoknál), az örökké létezők (Ua-ogrere a kiwaiknál). Elég elterjedtek az ősanyák, az első nők alakjai. Sok mitológiai személynek kettős természete van: Ugateme (a kapaukuknál) egyszerre férfi és nő, Nap és Hold.
Legelterjedtebbek az ősszülők születéséről szóló mítoszok, amelyek magukban foglalják a totemikus képzetek elemeit (pl. a hős egy nő és egy állat egyesüléséből fogant). Különleges szerepet játszanak a hősök jellegzetes természetének, jellemének, csodaszerű őseivel való vérségi kapcsolatainak a motívumai. A pápua mítoszokban majdnem kötelező, hogy a totemhős konfliktusban álljon az eredeti közösséggel, és keresse azt a másikat, amelyben majd végrehajtja nagyszerű tetteit (ilyen az Ikóról szóló monda a purariknál).

## Kozmogónia
A totemisztikus elképzelések nyomait a kozmosz létrehozását elbeszélő mítoszokban is megtaláljuk (a vagavagáknál a napfiú egy hal apának és egy nőnek a fia). A kozmogonikus mítoszokban gyakran találkozunk a nappá és Holddá változott ősszülők szüzséjével, amelyben nem ritkán megjelenik a vérfertőzés motívuma is. Az égitesteket, az eget, a földet és az elemeket úgy képzelték el, mint amelyek már léteztek az ősteremtés kezdetén.

## Világkép
A pápuák mitológiája a világ három részre osztását tételezi fel. Az ég (felső világ) a hősök, demiurgoszok, ősök ideiglenes lakhelye, ahonnan lejárnak a földre, és földi közösséget alkotnak, lehozva ide a kultúra javait. Az égbe vezető út rendszerint egy magas fa. A föld alatti (alsó) világot a holtak szellemeinek földjéről alkotott elképzeléseikkel társítják. Különleges lyukon, néha vizesgödrön vagy mocsáron, valamint férfi- vagy szertartásházakban őrzött rituális oszlopokon keresztül lehet kapcsolatot teremteni vele.
A totemősöknek, kultúrhéroszoknak tulajdonítják az emberek létrejöttét, törzsekre osztását és letelepítését. A mítoszokban magyarázatot találunk a különféle tilalmak bevezetésére, a munka nemek szerinti felosztására, a vérbosszúra, a vérfertőzés megtiltására. A mítoszokban a halál véletlenül vagy büntetésképpen következik be, vagy úgy értelmezhető, mint a „vad” állapotból kikerülő emberek sajátossága. Az idealizált múltat úgy jellemzik, hogy akkor nem volt halál.
A pápua mitológia fontos részét alkotja a természet gazdáiba vagy szellemeibe vetett hit. Minden népcsoportnak megvannak a saját „gazdái”, akiket sajátos jegyeik – tulajdonságaik, külsejük, lakóhelyük – szerint élesen megkülönböztetnek egymástól. Ezek a nagyhatalmú szellemek ügyelnek a hagyományos viselkedési normák megtartására, megtorolhatják ezek megszegését, jó tanácsot adhatnak az alvóknak, megmutathatják az utazónak a helyes irányt, de orkánt, betegséget is hozhatnak az emberekre.

## Halottkultusz
A halottkultusz alapját képezi a halottak szellemében való hit. A halottak különböző látható formákat ölthetnek, de leggyakrabban láthatatlanok, csodás képességeik birtokában hatni tudnak az élőkre. Állandó lakóhelyük – a holtak földje, amely a mítoszokban valóságos vagy fantasztikus helyhez kötődik – sokban az élők világához hasonlít, de olyan sajátos jellegeket is mutat, amelyek a halál birodalmára emlékeztetnek. A hősmondák leírják az élők bolyongását a holtak földjén, beszélgetésüket a szellemekkel, és hazatérésüket, vagy a szellem hazatérését és érintkezését az élőkkel. Számos rítus (pl. a temetési szertartás) közvetlenül a meghalt lelkéhez fordul, azzal a céllal, hogy az élők elnyerjék pártfogását, vagy elhárítsák nemkívánatos beavatkozását. A halottak lelkéről alkotott elképzelések bonyolult kölcsönhatásban vannak a nemzetségi ősökről kialakított képzetekkel.